# 자유사상가당
자유사상가당(自由思想家黨, 그리스어: Κόμμα των Ελευθεροφρόνων)은 그리스에 존재했었던 정당이다. 사실상 요안니스 메탁사스의 유사 파시즘적인 집권 용도로 쓰였지만 정작 1936년 총리로 집권했을 때는 이 당을 해산시키고 무소속이 되었다. 정치적, 외교적으로 요안니스 메탁사스는 제국주의를 반대하며 나치 독일에 저항했지만 정작 그의 통치 방식도 파시스트들과 다를 게 없었다.